# Wapen van Herenthout

Het wapen van Herenthout

Het wapen van Herenthout is het heraldisch wapen van de Antwerpse gemeente Herenthout. Het wapen werd in 1819, ten tijde van het Verenigd Koninkrijk der Nederlanden, door de Hoge Raad van Adel officieel toegekend. In 1844 werd het wapen in gebruik bevestigd en kreeg daarbij een nieuwe beschrijving. Op 15 juli 1995 kreeg de gemeente, per Ministerieel Besluit, een gewijzigde omschrijving toegekend.

## Blazoeneringen
Vanwege de wijziging in het wapen en de herbevestiging, heeft Herenthout drie blazoeneringen voor het wapen.

### Eerste wapen
De eerste blazoenering luidt als volgt:
Van lazuur beladen met een St. Petrus van goud.
Het wapen werd verleend in de kleuren blauw (voor het veld) en goud (voor de wapenstukken, in dit geval de heilige Petrus). Dit zijn de zogenaamde Nassause kleuren.

### Tweede wapen
In 1844 werd het tweede wapen in gebruik genomen. Omdat het wapen in het Frans en het Nederlands beschreven is, zijn er dus twee omschrijvingen voor. Deze twee luiden als volgt:
D'azur, à un Saint Pierre, d'or.

Een blauw veld met het gulden beeld van den Heiligen Peter.
Het wapen is exact gelijk aan het wapen dat in 1819 verleend werd.

### Derde wapen
Het derde wapen werd in 1995 aan de gemeente toegekend. De blazoenering luidt als volgt:
In lazuur een Sint-Pieter staande op een zwevende grond, houdende in de rechterhand een sleutel, het geheel van goud, vergezeld links van een schild van goud met een beurtelings gekanteelde dwarsbalk van keel.
Het wapen is op het extra schild na gelijk aan de voorgaande twee wapens. Naast Petrus staat nu een gouden schild met daarop een ombeurten (boven en onder) rode, gekanteelde dwarsbalk.

## Geschiedenis
Op 6 oktober 1819 kreeg Herenthout, na een oproep door de Hoge Raad van Adel in 1815 aan de gemeenten om aan te geven of de gemeente een wapen voerde dan wel wil voeren, een wapen toegekend met daarop Sint Pieter. Het wapen werd niet aangevraagd op basis van oude zegels, omdat die niet bekend waren. Na 1844 werden die zegels wel teruggevonden en die bleken gelijkend te zijn aan het verleende wapen. De zegels vertoonden Sint Pieter met in zijn rechterhand een sleutel, of twee gekruiste sleutels, met aan zijn linkerzijde een schild met daarop een beurtelings gekanteelde dwarsbalk. Dit schild is het wapen van de familie Van Herlaar, voor zover bekend de eerste heren van Herenthout. De zegels dienden ook voor het derde wapen. De Nassause kleuren bleven verder wel behouden.